# SBB RAm TEE / NS DE IV
Die RAm (auch RAm TEEI) der Schweizerischen Bundesbahnen (SBB) beziehungsweise DE4 der Nederlandse Spoorwegen (NS) waren Dieseltriebzüge für den TEE-Dienst, die von beiden Bahnen gemeinschaftlich entwickelt und eingesetzt wurden.
Nach ihrer Ausmusterung durch die SBB und NS fuhren die Einheiten zwanzig Jahre lang in Kanada bei der Ontario Northland Railway.

## Geschichte
Mit der Einrichtung des europaweiten TEE-Fernzugnetzes einigte sich die gemeinsame Trans-Europ-Express-Kommission darauf, dass für diese Dienste Dieseltriebzüge eingesetzt werden sollten. Die französische SNCF und die italienische FS entwickelten vorhandene Dieseltriebzugeinheiten weiter, die DB stellte die neuen Dieseltriebzüge VT 115 in Dienst. Die SBB und die NS einigten sich darauf, eine gemeinsame Bauart zu entwickeln. Dabei wurde das Konzept eines Triebzuges verfolgt, das einen Triebkopf, zwei Zwischenwagen, darunter ein Halbspeisewagen, und einen Steuerwagen vorsah. Die Schweizer legten für diese Züge die Typenbezeichnung RAm, die Niederländer DE4 fest. Zwei Einheiten (RAm 501 und 502) waren bei den SBB eingestellt, drei (DE 1001 bis 1003) bei der NS. Beheimatet waren aber alle fünf Züge in Zürich.

## Technik
Das niederländische Unternehmen Werkspoor in Utrecht entwickelte die Dieseltriebköpfe, auch als Maschinenwagen bezeichnet, die mit der von der Innendesignerin Elsebeth van Blerkom entworfenen charakteristischen Kopfform versehen waren.
Die Zwischen- und Steuerwagen wurden von der SIG in der Schweiz gebaut. Sie hatten durch ihre niedrige Bauweise, die an die Einheitswagen der SBB angelehnt war, ein typisch schweizerisches Aussehen, bis hin zu den Aluminium-Doppeldrehtüren ähnlicher Bauart wie in den Einheitswagen der SBB.
Die Steuerwagen hatten die gleiche Kopfform wie die Triebköpfe erhalten. Triebkopf und Wagen waren gleich hoch, sodass sich das Bild eines einheitlichen geschlossenen Zuges ergab. Die elektrische Ausrüstung aller Fahrzeuge stammte von Brown, Boveri & Cie. Die Einheiten waren an den Führerstandsenden mit automatischen Mittelpufferkupplungen von Scharfenberg ausgerüstet und konnten in Doppeltraktion verkehren. Von dieser Möglichkeit wurde später im Betrieb kaum Gebrauch gemacht.

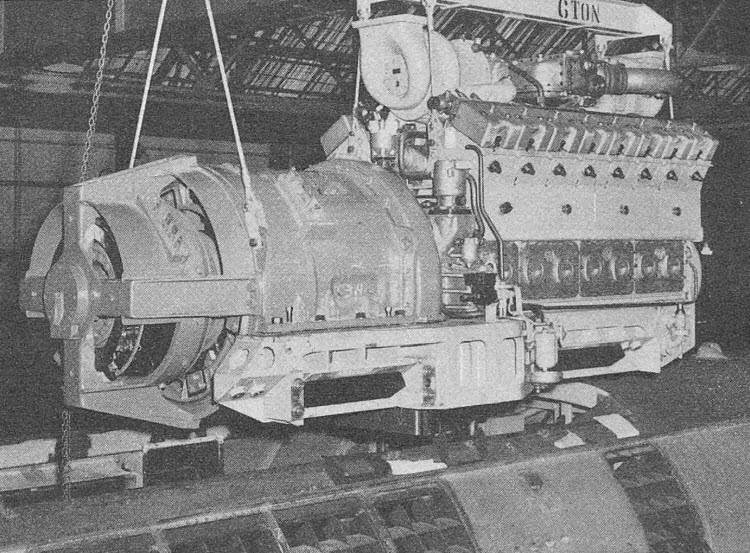
Dieselgeneratoraggregat 1 mit Werkspoor-Motor RUHB 1616 und BBC-Generator beim Einbau in den Maschinenwagen mDk 1001, Dezember 1956. L. Stigter

Die Maschinenwagen waren mit zwei Dieselmotoren RUHB 1616 von Werkspoor ausgerüstet, wie sie auch in den dreiteiligen Dieseltriebzügen Plan U der NS eingebaut waren. Die Motoren waren ähnlich denjenigen, die in den U-Booten der Koninklijke Marine benutzt wurden. Die mit Büchi-Hochdruckaufladung versehenen Sechzehnzylinder-V-Motoren mit Ladeluftkühlung waren mit einer Ricardo-Wirbelkammereinspritzung ausgerüstet. Die Zylinderbohrungen hatten einen Durchmesser von 160 mm, der Hub betrug 200 mm, woraus sich ein Hubraum von 4,021 Litern je Zylinder bzw. 64,339 Litern pro Motor ergab. Jeder Motor konnte eine Leistung von 1000 PS abgeben. Sie trieben jeweils einen Gleichstromgenerator an, der die beiden ständig parallelgeschalteten Fahrmotoren in einem Drehgestell mit einer Spannung von maximal 650 V versorgte. Ein dritter Dieselmotor mit einer Leistung von 300 PS trieb einen 220/380-V-Drehstromgenerator an, der die elektrische Energie für das Bordnetz der Wagen mit den Klimaanlagen und die Speisewagenküche lieferte. Die Hilfsbetriebe des Maschinenwagens wurden durch an die Hauptgeneratoren angeflanschte 50-kW-Gleichstromgeneratoren mit Energie versorgt. Dazu gehörten neben den beiden Verdichtern für die Druckluftversorgung des Zuges auch die elektrischen Lüfter der Kühlanlage der Dieselmotoren sowie die Steuerstromversorgung, Batterieladung und Notbeleuchtung. Die Hauptdieselmotoren wurden elektrisch gestartet, wofür eine Batterie mit einer Kapazität von 300 Amperestunden mit 90 Zellen zur Verfügung stand. Beim Startvorgang diente der Generator als Anlasser.

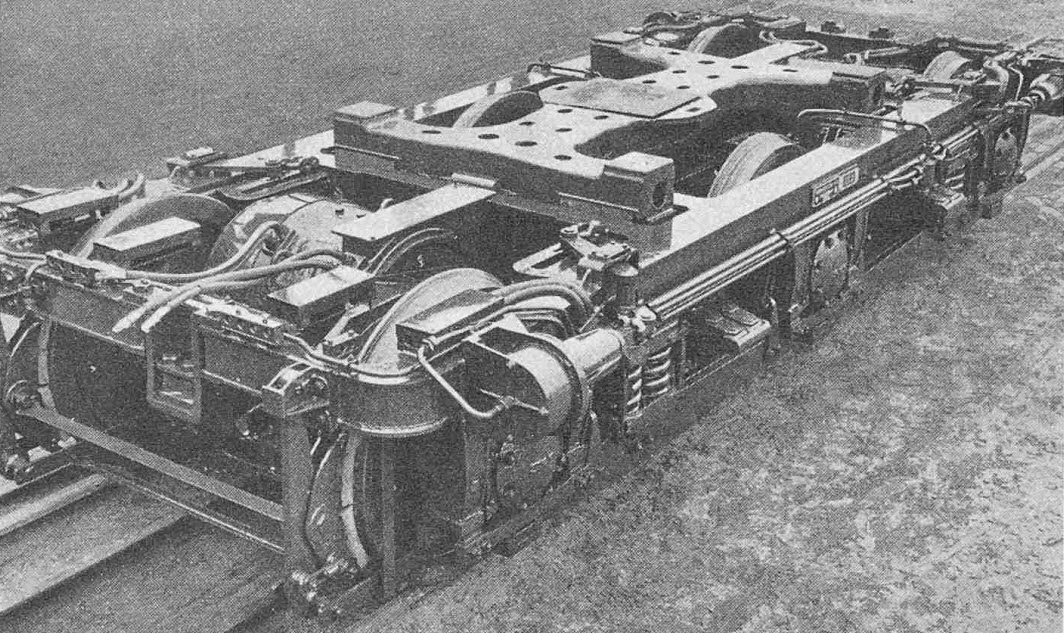
Triebdrehgestell

Wegen der hohen Masse des Triebkopfes mussten die Drehgestelle mit einer zusätzlichen Laufachse versehen werden, damit die Achslast unter 20 t gehalten werden konnte. Somit lautete die Achsfolge des Maschinenwagens (A1A)(A1A). Die Höchstgeschwindigkeit war auf 140 km/h festgelegt. Im Triebkopf gab es einen Arbeitsplatz für den Bordmechaniker, einen Gepäckraum, Zoll- und Zugführerabteil, sowie ein Personal-WC. Neben jeder Einstiegstür befand sich hinter einem kleinen Fenster ein beleuchtetes Zuglaufschild. Die Übergänge zwischen den Wagen waren außermittig angeordnet. Die Abteilfenster waren als Doppelfenster mit Jalousie zwischen den Fensterscheiben ausgeführt, die mit Handkurbeln bedient werden konnten. Die Klimatisierung erfolgte durch Geräte von Stone.
Dem Triebkopf folgte ein Wagen mit neun Abteilen zu je sechs Sitzplätzen, der damit 54 Reisenden Platz bot. Diesem Wagen schloss sich der Restaurantwagen mit Küche und 32 Sitzplätzen im Speiseraum an. Die Bordküche war mit Geräten von Schweizer Herstellern ausgerüstet. Weitere 18 Sitzgelegenheiten gab es in einem Großraumabteil. Ebenfalls als Großraumwagen waren die Steuerwagen ausgeführt, die 42 Reisenden Platz boten. In diesem Abteil war die Sitzplatzanordnung 2+1, wobei alle Plätze in Sitzgruppen gegenüber angeordnet waren. Direkt hinter dem Führerstand des Steuerwagens befand sich der Ruheraum des Bordmechanikers.
Die Lackierung der Einheiten zeigte sich in den TEE-Farben purpurrot (RAL 3004) und beige (keine RAL-Farbe), wobei im Gegensatz zur DB auf Zierleisten verzichtet wurde. An den Kopfenden war die rote Farbfläche schräg nach oben gezogen. Über den Fenstern der Speisewagen war „TRANS EUROP EXPRESS“ angeschrieben. Der jeweilige Betreiber –SBB-CFF oder NS, und die Fahrzeugnummer waren nur als kleine Anschriften am Triebkopf angebracht.

## Einsatz in Europa

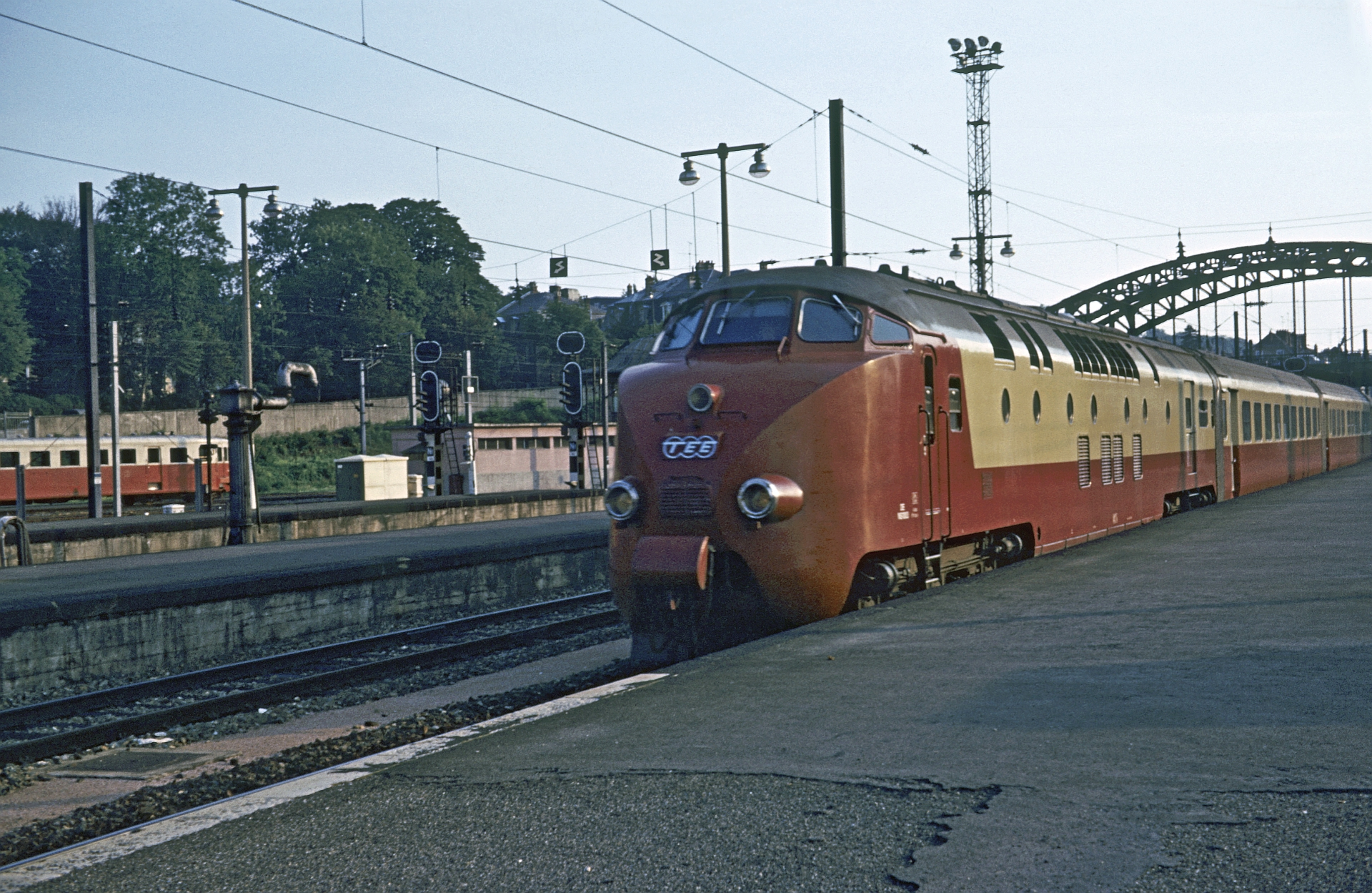
Ein SBB RAm/NS DE als TEE Edelweiss 1973 in Mulhouse

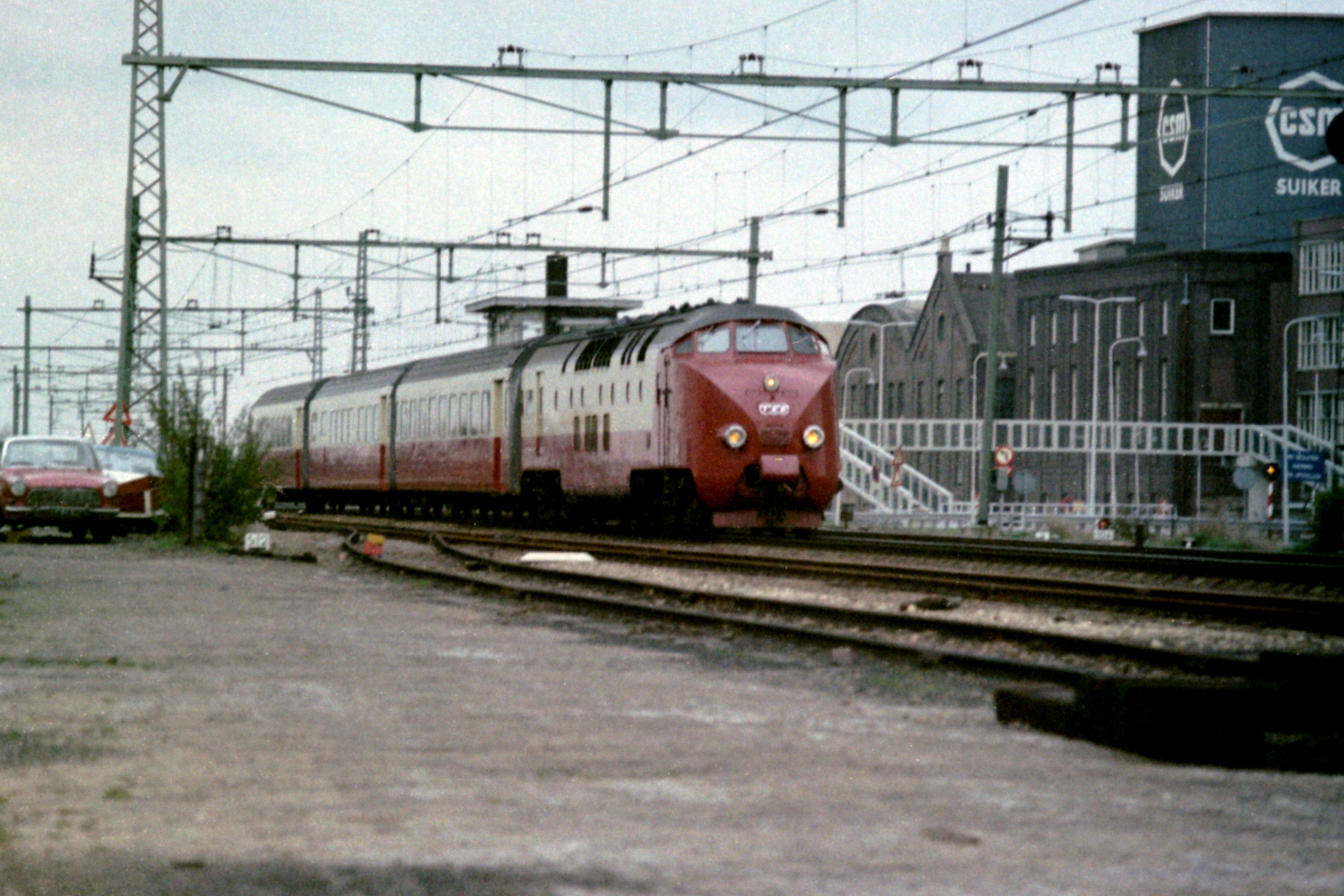
Ein SBB RAm/NS DE als TEE Edelweiss 1973 bei Halfweg zwischen Amsterdam und Haarlem

Die fünf Triebzüge wurden in einem gemeinsamen fünftägigen Laufplan eingesetzt, womit fünf Länder berührt wurden:
- Tag 1: Zürich–Basel–Straßburg–Luxemburg–Brüssel–Amsterdam als TEE „Edelweiss“
- Tag 2: Amsterdam–Brüssel–Paris als TEE „Étoile du Nord“, Paris–Brüssel als TEE „L’Oiseau bleu“
- Tag 3: Brüssel–Paris als TEE „L’Oiseau bleu“, Paris–Amsterdam als TEE „Étoile du Nord“
- Tag 4: Amsterdam–Zürich als TEE „Edelweiss“
- Tag 5: Werkstattaufenthalt in Zürich.

Auffallend an dem Plan war, dass mit dem TEE „L’Oiseau bleu“ weder niederländisches noch schweizerisches Territorium berührt wurde. Fiel einer der NS/SBB-Züge aus, wurde eine SNCF-Ersatzgarnitur mit INOX-Wagen eingesetzt. Der Laufplan galt bis 1964, als die Züge „Étoile du Nord“ und „L’Oiseau bleu“ auf neue lokbespannte Züge mit Inox-Wagen der Bauart PBA umgestellt wurden. Neben dem verbliebenen TEE „Edelweiss“ wurde nunmehr der TEE-Lauf „L’Arbalète“ Zürich–Basel–Mülhausen–Belfort–Paris eingeführt, wo die Garnituren französische RGP-Triebzüge ablösten. Nachdem auch „L’Arbalète“ auf lokbespannte Wagengarnituren umgestellt wurde, konnte der TEE Bavaria Zürich–Lindau–Kempten–München eingerichtet werden.
In dieser Relation kam es bei Aitrang am Abend des 9. Februar 1971 zu einem der größten Zugunfälle der TEE-Geschichte, als der RAm 501 als TEE 56 wegen überhöhter Geschwindigkeit entgleiste. 28 Menschen starben bei diesem Unfall, 42 wurden schwer verletzt. Die hohe Zahl der Toten und Verletzten erklärt sich auch daraus, dass die Fenster des TEE-Triebzuges nicht aus Verbundglas bestanden, weshalb viele Insassen durch die zersprungenen Fensterscheiben aus dem entgleisenden Zug geschleudert und von Trümmern erschlagen oder zerquetscht wurden. Zudem war das Mobiliar des Speisewagens nicht fest montiert und Spiegel bestanden aus Spiegelglas statt aus polierten Metall-Platten, so dass viele Opfer dadurch schwerste Verletzungen erlitten. Der Grund für die überhöhte Geschwindigkeit konnte nicht mit Sicherheit geklärt werden.
Der Steuer- und die Sitzwagen wurden an Ort und Stelle zerlegt, der Dieseltriebkopf kam zunächst nach Zürich und wurde danach in den Niederlanden verschrottet; seine Drehgestelle standen noch jahrelang bei der Hauptwerkstätte Zürich. Die verbliebenen vier RAm-Einheiten waren noch bis 1974 im Lauf des TEE „Edelweiss“ eingesetzt und wurden danach abgestellt.

## Einsatz in Kanada als Northlander

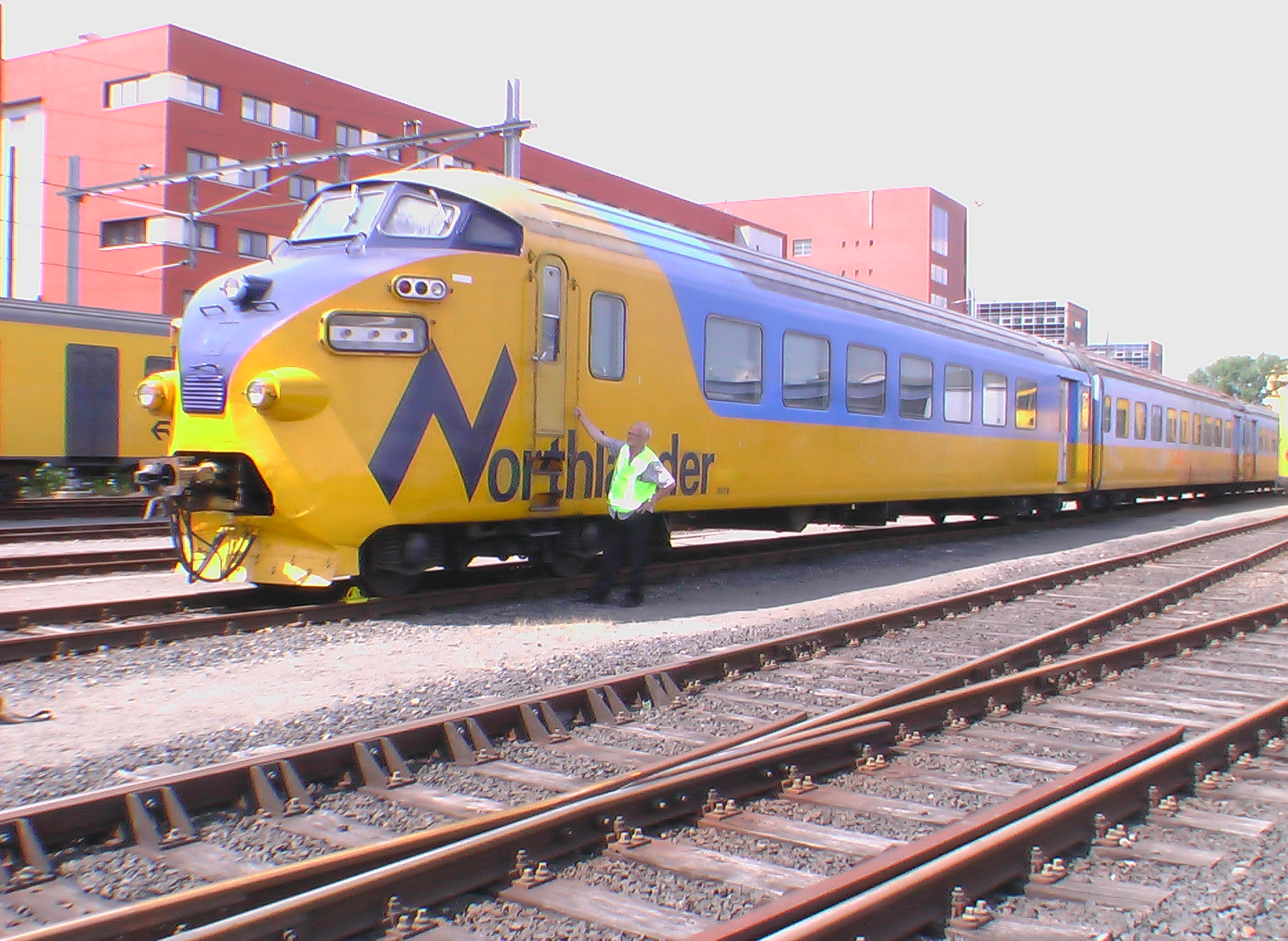
Steuerwagen im Northlander-Design, vor dem Rückbau

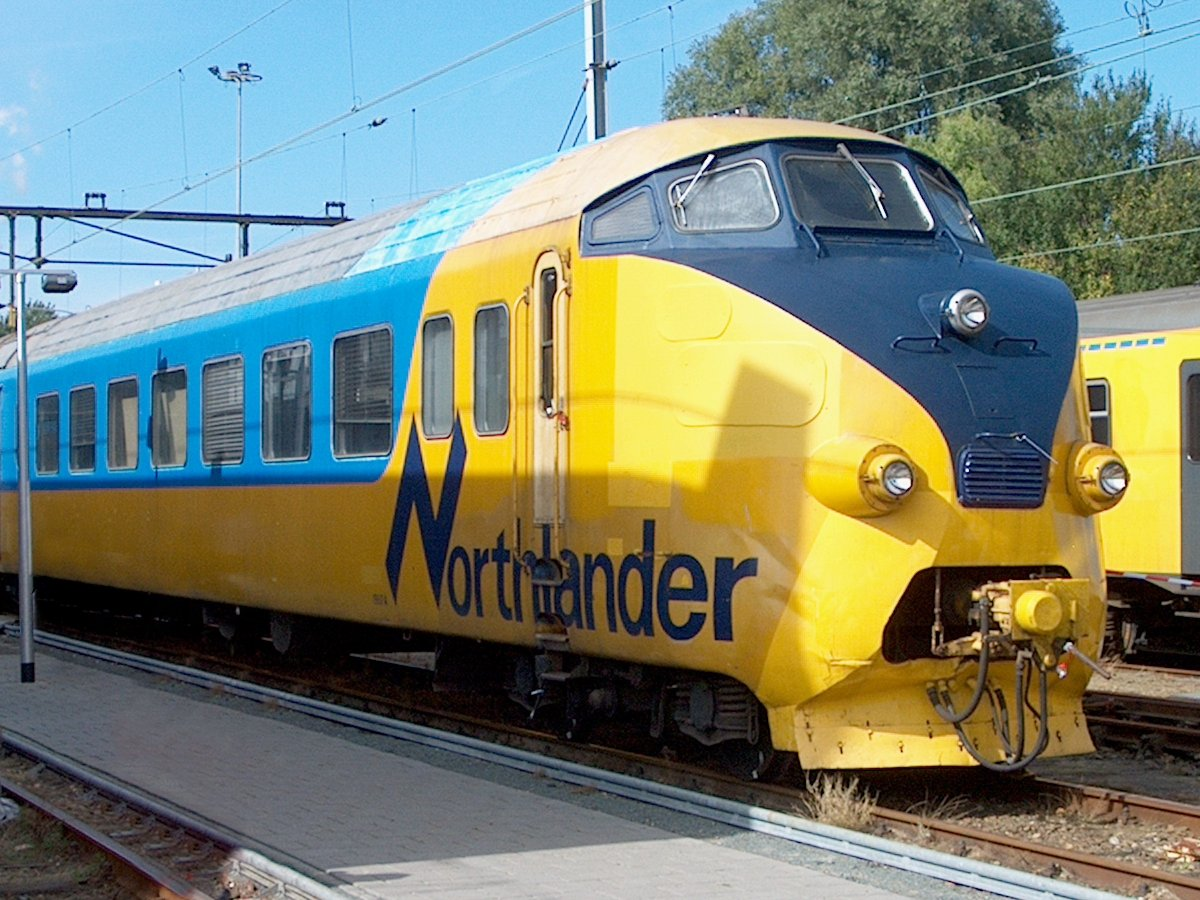
Steuerwagen im Northlander-Design, nach dem Rückbau

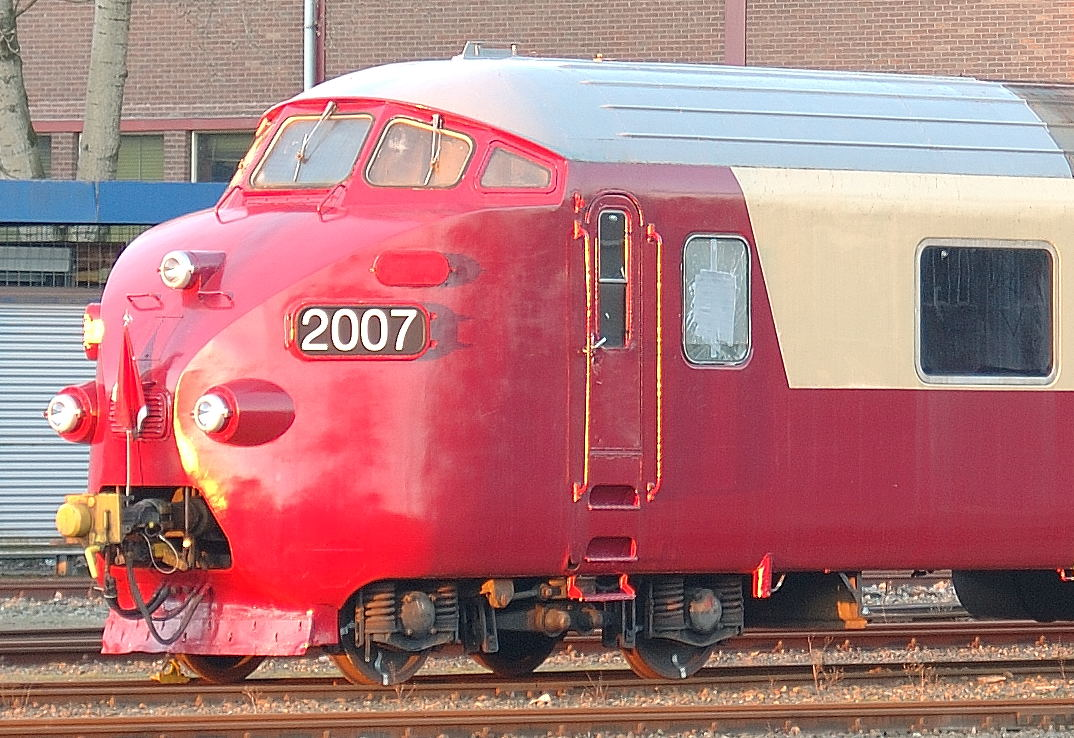
Steuerwagen in Originalfarbgebung, aber mit der Kanadischen Zugnummernanzeige

Im Jahre 1976 wurden die verbliebenen vier Einheiten nach Kanada an den Schienenfahrzeughersteller Urban Transportation Development Corporation (UTDC) verkauft, der sie an Ontario Northland Railway (ONR) vermietete. Vor der Verschiffung nach Kanada wurden die Züge in der Schweiz durch die SBB-Werkstätte Zürich und die SIG und in Holland von der NS-Werkstätte Tilburg revidiert, umgebaut und mit einem neuen Anstrich versehen. Zu den Umbauten gehörten zusätzliche Isolierungen sowie der Einbau von neuen Scheinwerfern, Kennlichtern, Nummernkästen, einem Mehrklanghorn und Glocken nach kanadischen Standards. Teilweise wurden neue isolierte Fenster und Trinkwasserspender eingebaut sowie die Sitzbezüge erneuert. Die Triebzüge erhielten die Bezeichnung Northlander. Intern wurden sie oft als T-Trains bezeichnet.
Die der Provinz Ontario gehörende ONR setzte die mit den Nummern 1980 bis 1983 versehenen Züge auf ihrer 388 Kilometer langen Linie Toronto–Timmins ein. Die Züge bewährten sich gut, allerdings litten die Triebköpfe im kanadischen Winter unter den hohen Minusgraden. Beispielsweise mussten Luft- und Wasserleitungen isoliert oder verlegt werden. Da Werkspoor keine Ersatzteile mehr für die Motoren herstellte, wurde der Unterhalt der Triebköpfe der Züge bald zu kostspielig. Sie wurden ab 1979 abgestellt und 1984 in North Bay verschrottet.
Die verbliebenen drei Wagen jedes Triebzuges wurden mit einer in den 1950er Jahren von EMD gebauten FP7-Diesellokomotive gekuppelt. Auf eine Anpassung der Steuerwagen wurde verzichtet, da die Züge in den Endbahnhöfen gedreht wurden, sodass die Lokomotive immer an der Zugspitze verkehrte. Die mit den Nummern 1984 bis 1987 versehenen Züge verkehrten in dieser Zusammenstellung bis 1992, das Jahr, in dem UTDC an Bombardier verkauft wurde.

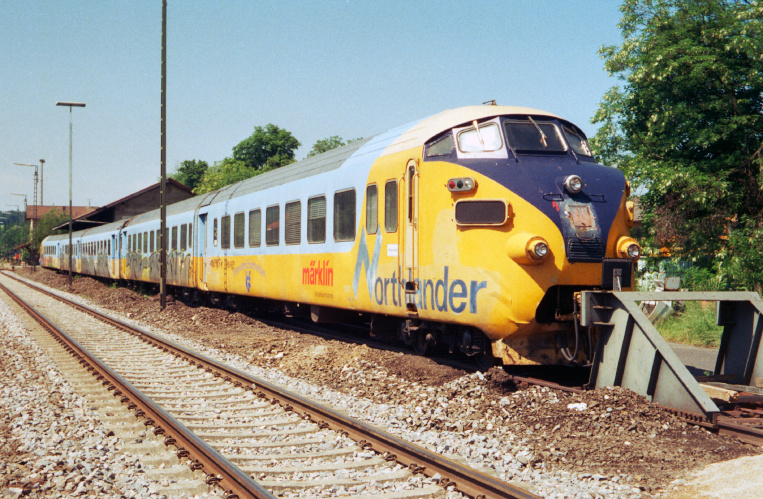
1999 war der Zug im Bahnhof Hersbruck l.P. abgestellt

## Rückführung nach Europa
Nach der Umstellung des Northlanders auf kanadisches Wagenmaterial kaufte 1996 die schweizerische TEE Classics acht Wagen, wovon fünf 1998 nach Europa verschifft wurden. Es waren dies zwei Steuerwagen, ein Speisewagen und zwei Sitzwagen. Sie sollten nach Aufarbeitung im Touristenverkehr eingesetzt werden. Nachdem sie monatelang im Hamburger Hafen standen, weil die Radsätze nordamerikanischen Normen mit einem für das europäische Netz zu kleinen Rückflächenabstand entsprachen, waren sie in Deutschland und der Schweiz verstreut untergebracht.

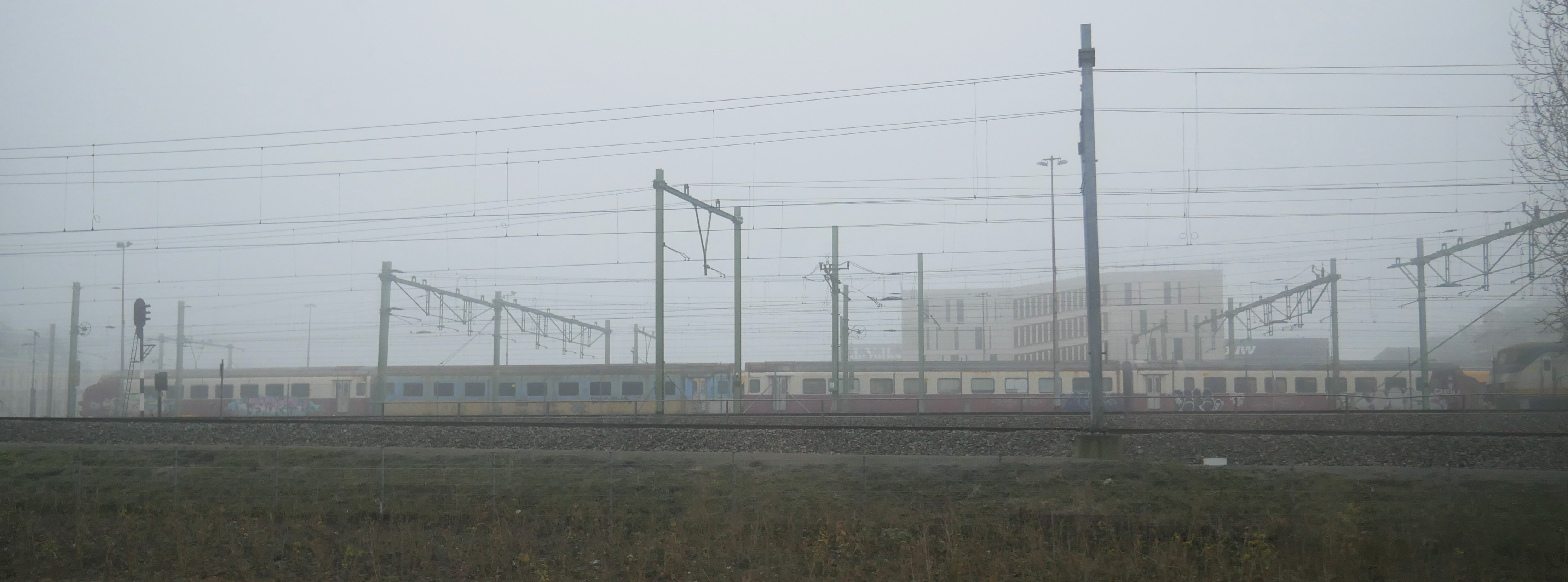
Der vierteilige Triebzug abgestellt in der Nähe von Amsterdam Centraal

Die Stiftung Stichting Trans Europ Express Nederland erwarb die Wagen 2006 und hat sie am 25./26. Juni 2006 nach Zwolle überführt, wo sie bei Nedtrain betriebsfähig aufgearbeitet werden sollten. Es war geplant, sie nach Herstellung eines neuen Triebkopfes wieder einzusetzen. 2007 wurde begonnen, die Wagen wieder in rot-beige zu lackieren. Das Projekt geriet jedoch ins Stocken und 2019 waren die Wagen (wie schon seit mindestens Dezember 2011) noch im Rangierbahnhof Amsterdam Dijksgracht abgestellt, wo sie wiederholt von Vandalen beschädigt wurden. Die Steuerwagen und ein Mittelwagen sind in rot-beige, ein Mittelwagen noch im Northlander-Design lackiert, alle jedoch durch die lange Abstellzeit und Vandalismusschäden nicht mehr in bestem Zustand. 2021 gab die Stichting TEE Nederland die vier Wagen an das Nederlands Transport Museum ab. Die Fahrzeuge werden dort (nicht betriebsfähig) im Ursprungszustand restauriert.
Bei den drei von TEE Classic in Kanada zurückgelassenen Wagen handelte es sich um zwei Steuer- und einen Speisewagen. Ein Steuerwagen, der vom zweiten SBB-Zug stammte, wurde 2002 verschrottet – er war das letzte noch vorhandene SBB-Fahrzeug. Die übrigen beiden Wagen wurden 2005 durch ein Feuer schwer beschädigt, waren aber 2009 noch vorhanden.

## Trivia

Modell des Northlanders #1980 von 1978

1978 produzierte Märklin ein Modell des RAm in der Northlander-Farbgebung mit der Betriebsnummer 1980. Das Modell war eine auf 5000 Exemplare limitierte Sonderedition, die rasch ausverkauft war. Der Verkaufspreis betrug 1978 380 Deutsche Mark. Aufgrund der geringen Stückzahl entwickelte sich der Northlander zu einem der meist gesuchten Sammlerstücken der Nachkriegszeit. Anlässlich der Rückführung des RAm nach Europa erschien 1998 der Triebzug mit einer FP7-Diesellok in einer Einmalserie von ebenfalls 5000 Stück. Weiterhin produzierte Roco den Northlander in verschiedenen Ausführungen für Gleich- und Wechselstrom. Im Jahr 2024 legte Märklin den Northlander-Triebzug „1981“ als Insider-Modell auf Basis der 2020 erschienenen Neukonstruktion des RAm-TEE auf. In Spur N war der Northlander und mehrere Versionen des RAm-TEE von Minitrix erhältlich.